# Juan Magán
|  | Aquest article tracta sobre el punxadiscos espanyol. Vegeu-ne altres significats a «Magán (desambiguació)». |

Juan Manuel Magán González, més conegut pel nom artístic Juan Magán   (Badalona, 30 de setembre de 1978), conegut com el Rei de l'electrollatí, és un discjòquei, cantant en castellà i productor musical català.

## Biografia
Nascut a Badalona l'any 1978, es va criar al barri de Sant Crist de Can Cabanyes, en el si d'una família humil, fill d'un oficinista i d'una netejadora i com el més gran de dos germans. Va començar treballant en un magatzem, però volia dedicar-se a la composició i la producció musical, si bé finalment va acabar també cantant.
El 2000 va crear el grup Los Guajiros del Puerto, el primer grup de reggaeton que es va crear a Espanya, quan aquesta música començava a despuntar a l'estat. Dues cançons van arribar a ser disc de platí. La seva música es desenvolupa entre gèneres musicals com el house, el dancehall o el hip-hop. Se'l reconeix per les seves contribucions i ser un dels creadors de l'estil musical conegut com a "electro latino".
L'any 2008 creà el grup "We Love Asere" format per Juan Magán, Víctor Magán (el seu germà), DJ Josepo, Salgado, Crítika&Sáik, CHK&Xriz, Danny Romero, David Campoy i, més recentment, JO C (el seu altre germà), entre altres membres.
Dins de la seva discografia s'hi troben àlbums com Suave, produït per Marcos Rodríguez, que inclou els grans èxits electrònics i llatins del moment: "Suck My - Suave", "Bora Bora", "Que levante la mano mi gente", "El globo","El otro soy yo","Loco" o "Merenguito", en què va tenir èxit com un dels punxadiscos més influents amb estil en l'escena de l'electro latino espanyol.
Fou premiat amb discs de doble platí amb senzills com "Bora Bora", "Verano azul" i amb el seu àlbum Suave. També va ser nominat l'any 2008 al premi Beatport com a millor artista de música house. També ha col·laborat amb artistes com Don Omar o Mala Rodríguez.
Posteriorment va passar a treballar en un recull d'obres produïdes per altres artistes que s'associaven sovint amb ell, sota el segell discogràfic de Vale Music España / Universal Music, que inclou molts dels seus èxits sorgits el 2009. Entre els seus temes musicals més coneguts de 2009 hi ha "Mariah", "Yolanda" o "Verano Azul".

## Discografia

### Àlbums d'estudi
- 2012: The King of Dance
- 2015: The King is Back (#LatinIBIZAte)
- 2016: 3
- 2016: Quiero Que Sepas
- 2019: Reflexión
- 2019: 4.0

### Senzills
- «Bailando por ahí»
- «Bailando por el mundo», amb Pitbull i El Cata
- «Ella no sigue modas»
- «No sigue modas», amb Don Omar
- «Chica latina»
- «Te voy a esperar», amb Belinda
- «Angelito sin alas», amb DCS
- «Se vuelve loca»
- «Amarte bien» (remix)
- «Kingsize heart" amb Javi Mula
- «Lady Loca»
- «Sobrenatural», amb Álvaro Soler i Marielle Hazlo
- «Solo Quiero (Somebody To Love) (From Songland)», amb Leona Lewis i Cali & El Dandee
- Ahora Me Toca, (Amb. Ana Mena, Rangel, Yago Roche)
- Lo Que Tenía, (Amb Shaira)
- Fuera De Mi Mente, (Amb. Lérica)
- Dama y vagabundo, (Amb. Nyno Vargas).
- Madrid X Marbella, (Amb Belinda).
- Una Canción Así (Remix), (Amb. Kalimba, Akapellah).
- Salvaje, (Amb. Castro Gabbana).
- El Hipo, (Amb. Danny Romero).
- Cucu, (Amb. Lennis Rodriguez).
- ''Esa Carita'', (Amb. María Isabel).
- Del Amor Al Odio, (Amb. Joey Montana, Elisama).
- No Vuelvas, (Amb. Naiza).
- Y Se Dio, (Amb. Raymix).
- Tú Me Deseas, (Amb. José de Rico).
- Se Prendió, (Amb. Nio Garcia, Casper Mágico, Snow).
- El Amor Es Una Moda, (Amb. Alcover, Don Omar).
- Que Me Importa a Mi, (Amb. Chimbala)
- Dónde Estás
- Mientes, (Amb. La Ross Maria)